# Silvano di Gaza
Silvano (seconda metà del III secolo – 310) è stato vescovo di Gaza e martire, assieme a 40 suoi compagni, venerato come santo dalla Chiesa cattolica e dalle Chiese ortodosse.

## Biografia
La vita di san Silvano è ricordata nell'opera Martiri di Palestina di Eusebio di Cesarea e nel martirologio romano, dove, alla data del 4 maggio, giorno del suo presunto martirio, è scritto:
(Vetus Martyrologium Romanum, die 4 maii.)
Secondo questa tradizione, Silvano, prete del clero di Gaza, fu fatto vescovo verso la fine del III secolo. Imprigionato assieme alla maggior parte del clero della sua diocesi durante le persecuzioni ordinate dall'imperatore Diocleziano, fu condannato ai lavori forzati nelle miniere di Phaenum, nei pressi di Petra. Venne ucciso attorno al 310 su mandato di Massimino Daia.
Il suo culto è diffuso in tutte le chiese cristiane. Nella Chiesa cattolica è venerato il 4 maggio, mentre nelle Chiese ortodosse il 14 ottobre.